# Zollingeria macrocarpa
Zollingeria macrocarpa är en kinesträdsväxtart som beskrevs av Wilhelm Sulpiz Kurz. Zollingeria macrocarpa ingår i släktet Zollingeria och familjen kinesträdsväxter. Inga underarter finns listade i Catalogue of Life.